# 윌슨병
윌슨병(영어: Wilson's disease) 또는 간 렌즈핵 변성(肝lens核變性)은 선천적 대사장애 질환의 하나로 구리 결합 단백질인 셀룰로플라즈민의 합성 저하로 인해 구리가 정상적으로 대사되지 못하고 말초조직에 축적되어 뇌 기저핵(基底核)의 진행성 변성, 각막 주위에 갈색 고리 형성, 간세포가 점점 섬유조직으로 대치되는 등의 증상을 초래한다. 이 병은 보통 10~20대에 처음 나타나는데 불수의적인 떨림, 협조 불능, 성격 변화와도 관계가 있다. 치료를 위해서는 고단백, 저동(低銅) 식이요법과 페니실라민 같은 킬레이트 화합물 투여를 병행하여 조직 내의 구리를 소변으로 배설하게 한다. 간경변이 심화되면 결과적으로 간 이식을 필요로 하게 된다.